# José Antônio Moreira
José Antônio Moreira, primeiro e único barão do Butuí (Porto, 19 de Abril de 1806 — Pelotas, 20 de outubro de 1876), foi um proprietário rural e nobre luso-brasileiro.
Filho de Antônio José Moreira e de Maria da Apresentação. Casou-se duas vezes: com Maria Josefa de Castro e com Leonídia Angélica Braga Gonçalves (sobrinha do conde de Piratini). Deixou geração de ambos casamentos, destacando-se Cândida Gonçalves Moreira, casada com Leopoldo Antunes Maciel, segundo barão de São Luís.
Agraciado com o título de barão por decreto de 10 de junho de 1873 e faz referência ao arroio gaúcho homônimo.